# ロラー
ロラー (ドイツ語: Lollar) は、ドイツ連邦共和国ヘッセン州ギーセン郡に属す市である。このヘッセン中部の小都市には、約1万人が住んでいる。

## 地理

### 位置
ロラー市は大学都市で郡庁所在地のギーセンから北に約 8 km のギーセン郡内に位置している。大学都市のマールブルクからは南に約 20 km の距離にある。クロフドルフ＝ケーニヒスベルクの森の東側にあたるマールブルク＝ギーセナー＝ラーンタールに位置している。
ロラー市内をルムダ川が流れており、ロラー近くでラーン川に合流する。

### 隣接する市町村
ロラーは、北西はローラ、北はフロンハウゼン（ともにマールブルク＝ビーデンコプフ郡）、東はシュタウフェンベルク、南はギーセン、西はヴェッテンベルク（以上、ギーセン郡）と境を接している。

### 市の構成
中核市区ロラーの他に、オーデンハウゼン、ルッタースハウゼン、ザルツベーデンの3つの市区があり、さらにフリーデルハウゼンの農場と城館も本市に属している。

## 歴史
ロラーは、1242年に初めて文献に記録されているが、その起源はフランク王国時代以前の入植地にまで遡る。1570年から1821年までの間、現在の市に裁判所が置かれていた。この街は1974年9月4日に都市権を得た。

### 名称
集落名の語尾 "-lar“ は、この集落がケルト時代あるいはそれ以前に起源をもつことを示している。同様の例として、ヴェッツラー (Wetzlar) やフリッツラー (Fritzlar) がある。この街の名前は、“Lom-lar“ と分解される。"Lom(da)“ はロラー市内を流れるルムダ川 (Lumda) の古い表記である。

### 市町村合併
ヘッセン州の地域再編に伴い、1971年12月31日にオーデンハウゼン、ルッタースハウゼン、ザルツベーデンがロラーに合併した。1974年7月1日、シュタウフェンベルクから人口約 100人の地域がロラーに編入された。

#### 各集落の文献上の初出
- ザルツベーデン　755年頃
- ロラー　1242年
- ルッタースハウゼン　1256年
- オーデンハウゼン　1255年

この他にディルスハウゼン、アインスハウゼンという集落も存在したが、現在は廃村となっている。

### 人口推移
合併に伴い、現在の市の1972年の人口は 8,000人規模となった。現在のロラーには、各市区を含め約1万人が住んでいる。

## 行政

### 市議会
2011年3月27日の市議会議員選挙以降、本市の市議会は 31議席からなる。

### 市長
無所属の企業家ベルント・ヴィーツォレクは、2004年9月26日の二度目の投票で 51.1 % の票を獲得して対立候補のブルクハルト・ヴァインバッハに勝利した。この選挙の投票率は 50.7 % であった。当時現職のゲルト・ボックスは立候補していなかった。2010年9月12日の選挙では対立候補がなく、ベルント・ヴィーツォレクは 88.2 % の信任票を得て2期目に再選された。投票率は 34.1 % であった。

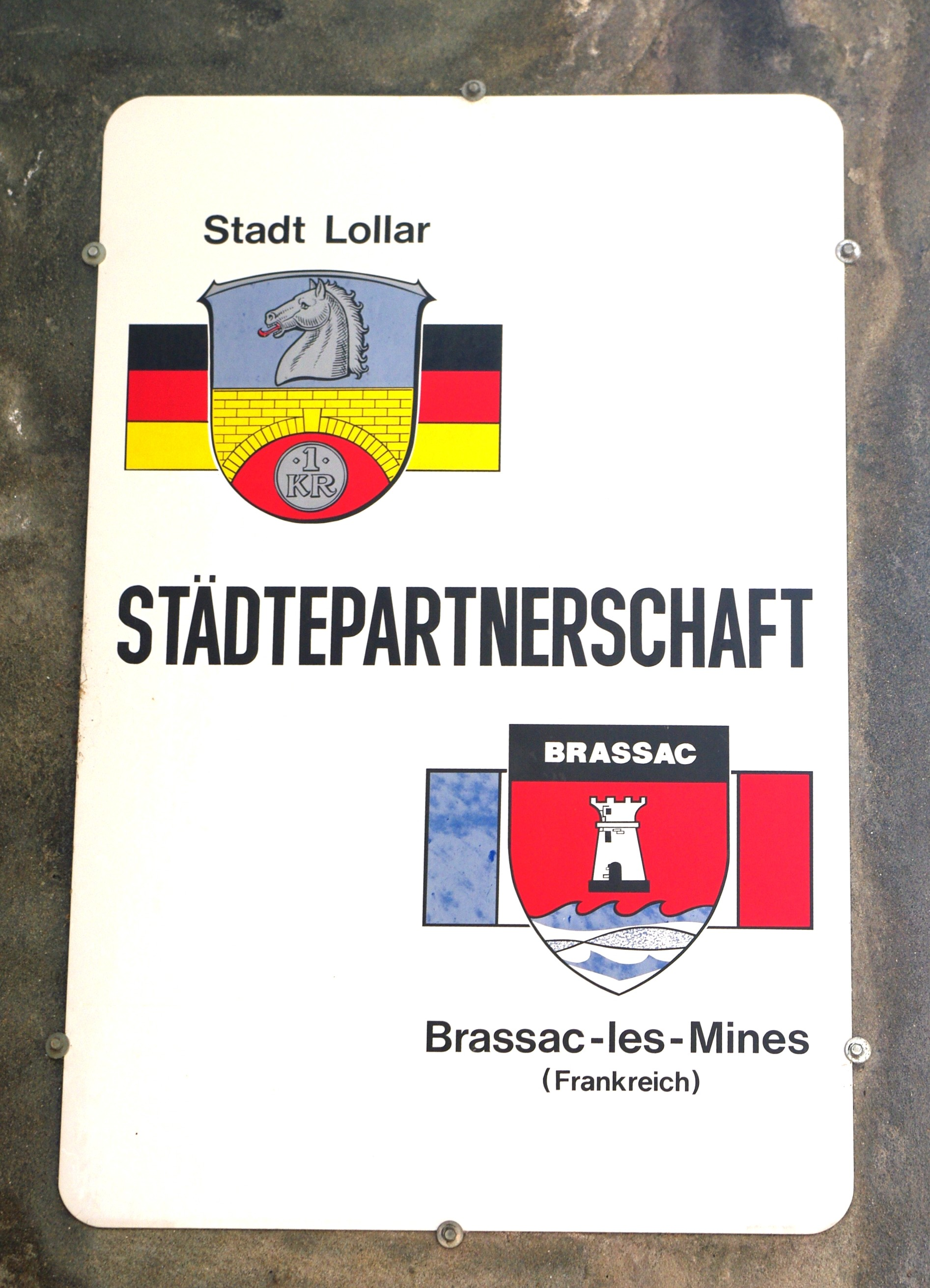
姉妹都市の標示板

### 姉妹都市
- ブラサック＝レ＝ミーヌ（フランス、ピュイ＝ド＝ドーム県）1987年7月14日[7]

### 紋章
ロラーは、1967年3月3日に以下のデザインの紋章を使用する認可を得た: 上下二分割。下部は赤地に金の橋、橋脚間のアーチに銀色で１クロイツァー硬貨が描かれている。上部は青地に、銀色で赤い舌を出した馬の頭部が右向き（向かって左向き）に描かれている。
ルムダ川に架かる橋はロラーの発展に中心的枠割りを担っていた。1711年に橋に税関が設けられた。通行料は、馬1頭が渡るごとに 1クロイツァーであった。そこで紋章は馬と橋と 1クロイツァー硬貨を意匠としている。

## 経済と社会資本

### 地元企業
1854年、ユストゥス・キリアンによってヘドヴィヒスヒュッテが開設された。1861年にはすでにブデラス（ヴェッツラー）によって買収された。その経済的発展によってロラーはギーセンとマールブルクとの間の工業中心地となった。
現在この工場ではボッシュ・サーモテクニークGmbH によって主に暖房用ボイラー、ガスまたはオイル式溶接バーナー、暖房システムのための制御装置を製造している。この工場には約 100人の従業員がおり、本市最大の雇用者となっている。

### 交通
ロラーを貫いて州道 L3475号線（ギーセナー通り、マールブルガー通り）が通っている。ロラーを通る連邦道3号線は、B3a号線としてロラーの東部を通っている。ロラーの南でアウトバーン A480号線およびA485号線が B3a号線と交差し、ギーセン北ジャンクションを形成している。また、B3a号線のシュタウフェンベルク北/ロラー北インターチェンジを経由して北部から直接アクセスすることもできる。
観光には、ラーンタール自転車道が重要である。

#### ロラー駅
ロラー駅はマイン＝ヴェーザー鉄道の駅である。ここからロンドルフ駅までのルムダタール鉄道が分岐しており、また1983年まではロラー – ヴェッツラー線もここから分岐していた。中核市区の北側、オーデンハウゼンとの市区境付近にフリーデルハウゼン駅がある。

## 文化と見所

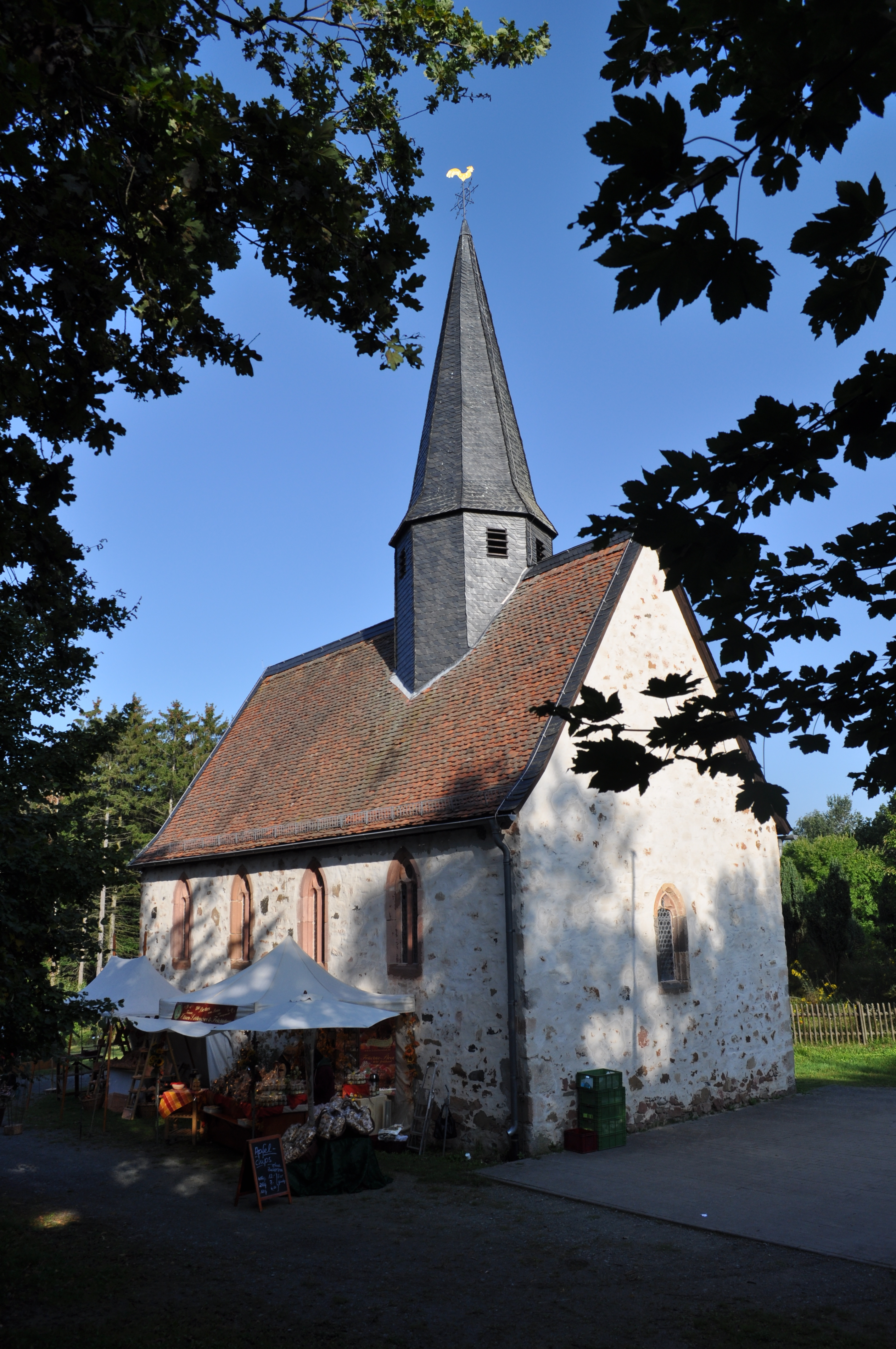
ロラーの礼拝堂

- ブーデルスによって建設された工業塔で本市の風景を決定づけているギヒト塔とブーデルス邸。両者はラーン川と鉄道に挟まれた細長い工業地域の中にある。
- この街は、ヘッセン州に現存する最も古い教会の一つであるロラーの礼拝堂で知られている。この礼拝堂は1970年代に解体され、現在は野外博物館ヘッセンパークに移築されている。この教会があった場所には、コイラーバッハの泉が設けられている[9]。
- 「コロニー」と呼ばれる労働者村、この種のものとしてはヘッセン州で最も古い[9]。
- コロニーの外れ、マールブルガー通りに建つ鋳鉄工記念碑[9]。
- ユーゲントシュティール様式の建物である旧薬局前のシュマードレッカーブルンネン[9]。
- アルテンベルクからのザルツベーデン地区の眺め（ザルツベーダータールやラーンタールを含む）。
- オーデンハウゼン地区のロマネスク教会
- ザルツベーデン地区の防衛教会
- オーデンハウゼン地区西部のフリーデルハウゼン城
- ラーンタールを望む森のスイミングプールはこの地域では有名である。

- ギヒト塔
- ロラーの礼拝堂跡にあるコイラーバッハの泉
- ロラーの「コロニー」
- 鋳鉄工記念碑
- オーデンハウゼンのロマネスク教会
- ザルツベーデンの防衛教会
- フリーデルハウゼン城

## 人物

### 出身者
- ヴィルヘルム・ヘンケル（1909年 - 1947年）親衛隊大尉
- ハインツ・マック（ドイツ語版、英語版）（1931年 - ）芸術家

## 引用
1. ↑  Hessisches Statistisches Landesamt: Bevölkerung in Hessen am 31.12.2023 (Landkreise, kreisfreie Städte und Gemeinden, Einwohnerzahlen auf Grundlage des Zensus 2011)]
2. 1 2  Statistisches Bundesamt (Hrsg.): Historisches Gemeindeverzeichnis für die Bundesrepublik Deutschland. Namens-, Grenz- und Schlüsselnummernänderungen bei Gemeinden, Kreisen und Regierungsbezirken vom 27. 5. 1970 bis 31. 12. 1982. W. Kohlhammer GmbH, Stuttgart und Mainz 1983, ISBN 3-17-003263-1, p. 365.
3. ↑  Gerstenmeier, K.-H. (1977): Hessen. Gemeinden und Landkreise nach der Gebietsreform. Eine Dokumentation. Melsungen. p. 305
4. ↑  2011年3月27日のロラー市議会議員選挙結果（2015年5月23日 閲覧）
5. ↑  2004年9月26日のロラー市長選挙結果（2015年5月23日 閲覧）
6. ↑  2010年9月12日のロラー市長選挙結果（2015年5月23日 閲覧）
7. ↑  Partnerschaft, Lollar - Stadtinfomationen（2015年5月23日 閲覧）
8. ↑  Nr. 278 Genehmigung eines Wappens der Gemeinde Lollar im Landkreis Gießen, Regierungsbezirk Darmstadt, Staats=Anzeiger 12 / 1967 p. 353 (PDF-File p.1)
9. 1 2 3 4  Sehenswürdigkeiten, Lollar（2015年5月23日 閲覧）